# هيدي مارك
هيدي مارك (بالإنجليزية: Heidi Mark)‏ هي عارضة وممثلة أمريكية، ولدت في 28 مايو 1971 في كولومبوس في الولايات المتحدة.

## وصلات خارجية
- هيدي مارك على موقع IMDb (الإنجليزية)
- هيدي مارك على موقع قاعدة بيانات الفيلم (الإنجليزية)